# Labesserette
Labesserette ist eine französische Gemeinde mit 297 Einwohnern (Stand: 1. Januar 2022) im Département Cantal in der Region Auvergne-Rhône-Alpes (vor 2016 Auvergne); sie gehört zum Arrondissement Aurillac und zum Kanton Arpajon-sur-Cère. Die Einwohner werden Labesserettois genannt.

## Geographie
Labesserette liegt etwa 17 Kilometer südsüdöstlich von Aurillac am Flüsschen Auze. Umgeben wird Labesserette von den Nachbargemeinden Lacapelle-del-Fraisse im Nordwesten und Norden, Lafeuillade-en-Vézie im Norden, Ladinhac im Norden und Nordosten, Lapeyrugue im Osten, Montsalvy im Südosten und Süden, Junhac im Süden sowie Sansac-Veinazès im Westen.

## Bevölkerungsentwicklung
| Jahr                       | 1962 | 1968 | 1975 | 1982 | 1990 | 1999 | 2006 | 2011 | 2019 |
| Einwohner                  | 396  | 347  | 308  | 303  | 291  | 260  | 264  | 272  | 291  |
| Quellen: Cassini und INSEE |      |      |      |      |      |      |      |      |      |

## Sehenswürdigkeiten

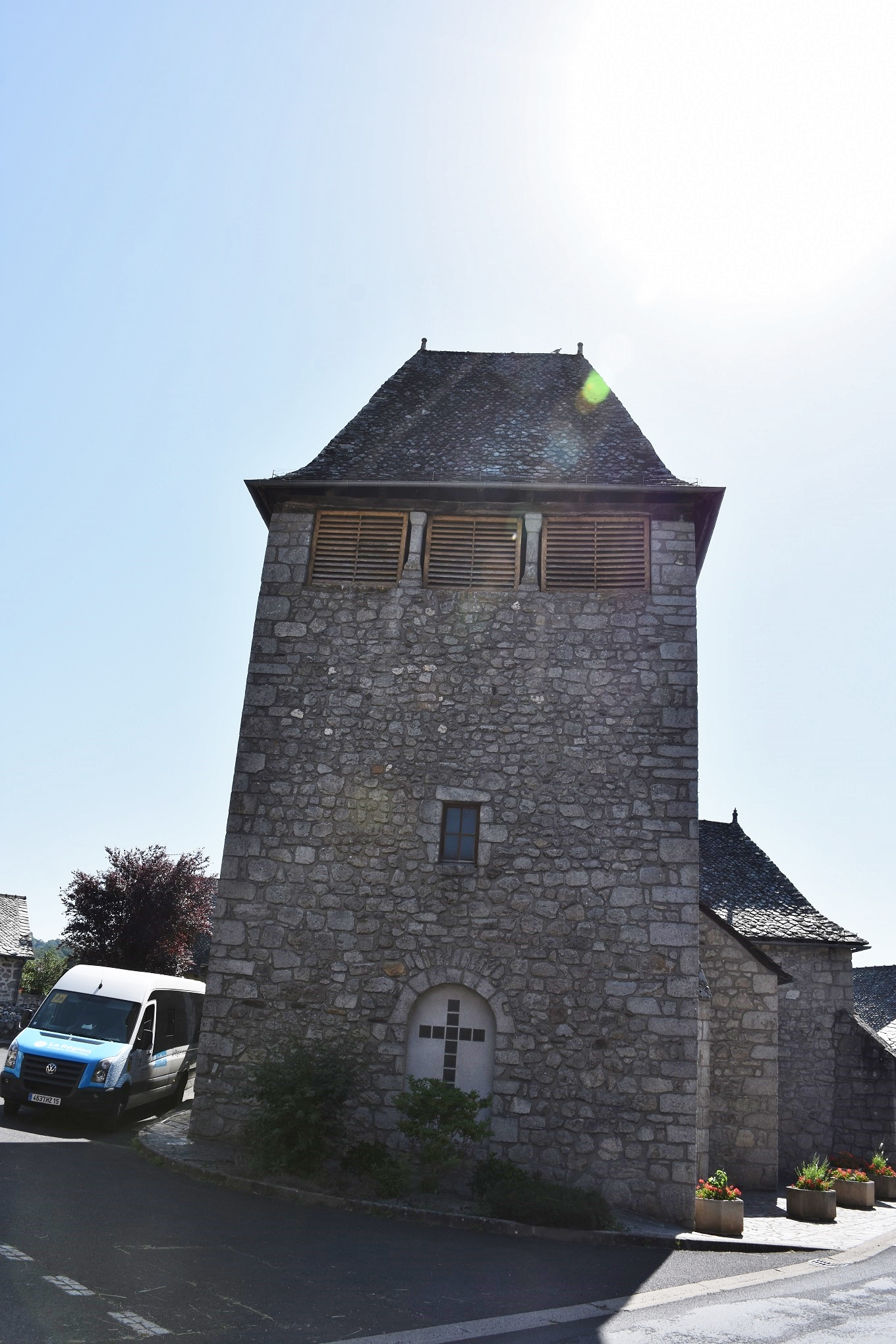
Kirche Nativité-de-la Vierge

- Kirche Nativité-de-la Vierge (Mariä Geburt)